# 札幌キムラヤ
株式会社札幌キムラヤ（さっぽろキムラヤ）は、北海道札幌市南区石山にある企業（製パン業）。
1927年（昭和2年）創業。現存する札幌市内の製パン業者としては最も古い歴史を持ち、札幌圏におけるパン食の普及にも大きな役割を果たした。

## 概要
1927年（昭和2年）に、秋田県出身で、札幌の木村屋支店（本店は山形県の木村屋）や東京の木村屋總本店で修業した大黒一が創業。第二次世界大戦中に市内の同業他社と統合し、札幌製パン有限会社となったが、戦後営業を再開。1949年（昭和24年）には札幌パン協同組合の結成に参加した。小売店の他、学校や企業、飲食店などへの卸売も行っている。また、本社近くの直売所でも商品の購入は可能である。
2002年（平成14年）に札幌地方裁判所に民事再生法を申請。木村屋總本店の支援により、経営再建を行うこととなった。

## 沿革
- 1927年（昭和02年）：大黒一が「木村屋總本店」からのれん分けし、札幌市南6条西9丁目で「パン製造東京蒲田木村屋支店」として創業[2]。
- 1964年（昭和39年）：市内の他の木村屋系2社と合併[7]。札幌市石山の現在地に本社・工場を移転[7]。
- 2000年（平成12年）：二代目社長大黒正芳（大黒一の子）死去。
- 2002年（平成14年）：札幌地方裁判所に民事再生法を申請（負債総額は9億円）[5]。木村屋總本店が経営支援[6]。
- 2016年（平成28年）：北海道内のコストコ倉庫店を除く量販店への卸売を中止。